# 41e régiment d'infanterie coloniale
Ne doit pas être confondu avec 41e régiment de mitrailleurs d'infanterie coloniale.
Le 41e régiment d'infanterie coloniale est une unité de l'armée française. C'est un régiment colonial de réserve, créé en août 1914 et dérivé du 21e régiment d'infanterie coloniale. Dissout en 1917, le régiment est recréé en 1963.

## Historique
Ce régiment, réserve du 21e RIC de Paris, participe en 1914 à la bataille de Nancy puis à la défense du Grand Couronné. Puis en Artois, Verdun, Tunnel de Tavannes, avant d'être engagé pour la grande offensive du Chemin des Dames en avril 1917. Littéralement saigné, le régiment est dissous le 1er mai 1917 après avoir perdu 1 196 hommes. Ses cadres rejoignent le 12e bataillon de tirailleurs malgaches.

### Première Guerre mondiale
Création et casernement en 1914 :
Affectations:
- 154e division d'infanterie d'avril 1915 à novembre 1916

### 1914
- Bataille de Morhange
- Victoires de Lorraine :
  - Septembre : Grand-Couronné
- Course à la mer :
  - Chuignes
  - Maricourt

#### 1915
- Artois :
  - Septembre Givenchy-en-Gohelle

#### 1916
- Bataille de Verdun
- Seppois

#### 1917
Chemin des Dames:
- 16 avril : attaques de Laffaux lors de la bataille de l'Aisne.

### Rattachements
2e division d'infanterie coloniale : Novembre 1916 - août 1918[réf. nécessaire]

### Recréation en 1963
La 1re compagnie du 41e régiment d'infanterie de marine est créée à Quimper le 1er décembre 1963 comme compagnie divisionnaire du Finistère, elle reçoit le drapeau du 41e RIC, qu'elle conserve jusqu'au 31 août 1966. Le 41e bataillon d'infanterie de marine conserve jusqu'en 1992 le drapeau du 41e RIMa, héritier du 41e RIC. Il est désigné à cette date comme l'héritier du 41e régiment de mitrailleurs d'infanterie coloniale.

## Drapeau du régiment
Les noms des batailles s'inscrivent en lettres d'or sur le drapeau:

## Chefs de corps
- 2 août 1914-13 mars 1915 : lieutenant-colonel Martin-François-Louis Berger.
- 13 mars 1915-9 septembre 1915 : lieutenant-colonel puis colonel François-Marie-Aimé-Albert Dhers.
- 19 septembre 1915-1er mai 1917 : lieutenant-colonel puis colonel Brousse.

## Traditions
La fête des troupes de marine

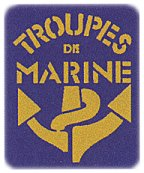
Insigne des troupes de marine.

- Elle est célébrée à l'occasion de l'anniversaire des combats de Bazeilles. Ce village qui a été 4 fois repris et abandonné sur ordres, les 31 août et le 1er septembre 1870.

Et au Nom de Dieu, vive la coloniale
- Les Marsouins et les Bigors ont pour saint patron Dieu lui-même. Ce cri de guerre termine les cérémonies intimes qui font partie de la vie des régiments.

### Sources et bibliographie
- Historique succinct du 41e régiment d'infanterie coloniale : relatant les principaux faits d'armes du corps, Paris, Davy, 1920, 16 p., lire en ligne sur Gallica.